# Menhir von Seisla
Der Menhir von Seisla war vermutlich ein vorgeschichtlicher Menhir bei Seisla im Saale-Orla-Kreis, Thüringen. Er wurde wahrscheinlich im späten 19. oder frühen 20. Jahrhundert zerstört.

## Lage
Der einstige Standort ist unbekannt geblieben, nach Christian Keferstein stand der Menhir um 1846 unter dem Buchberg. Waldtraut Schrickel identifizierte diesen Flurnamen 1957 mit einer heute als Buchenberg bezeichneten Erhebung in der Nähe des Ortes, allerdings fehlen damit weiterhin präzise Angaben zur Verortung.

## Beschreibung
Der Menhir bestand aus Sandstein und war pfeilerförmig. Maßangaben liegen nicht vor. Für Horst Kirchner war die Zuordnung als Menhir nicht gesichert. Waldtraut Schrickel konnte ihn bei einer Begehung des Geländes 1957 nicht mehr auffinden.